# Стоянівка
Стояні́вка — село в Україні, у Радивилівській міській громаді Дубенського району Рівненської області. Населення становить 135 осіб. Село Стоянівка було назване на честь стоянки козаків, які переховувались від загарбників.[джерело?]
В околицях Стоянівки у 1935 році знайдено скарб римських динаріїв, з якого вдалося врятувати 18 екземплярів[джерело?].

## Географія
Село розташоване на лівому березі річки Слонівки.

## Населення

### Мова
Розподіл населення за рідною мовою за даними перепису 2001 року:
| Мова       | Кількість | Відсоток |
| ---------- | --------- | -------- |
| українська | 134       | 99.26%   |
| російська  | 1         | 0.74%    |
| Усього     | 135       | 100%     |

## Історія
У 1906 році хутір Радзивилівської волості Кременецького повіту Волинської губернії. Відстань від повітового міста 23 верст, від волості 10. Дворів 12, мешканців 69.
7 (20) листопада 1917 року, відповідно до Третього Універсалу Української Центральної Ради, увійшло до складу Української Народної Республіки.
12 червня 2020 року, відповідно до розпорядження Кабінету Міністрів України № 722-р від «Про визначення адміністративних центрів та затвердження територій територіальних громад Рівненської області», увійшло до складу Радивилівської міської громади Радивилівського району.
19 липня 2020 року, в результаті адміністративно-територіальної реформи та ліквідації Радивилівського району, село увійшло до складу Дубенського району.